# Pesek (priimek)
Pesek je priimek več znanih Slovencev:
- Albinca Pesek (*1957), glasbena pedagoginja
- Anton Pesek (1879 - 1955), politik, podjetnik, časnikar in publicist
- Lea Bartha Pesek (*1986), pevka
- Rosvita Pesek (*1965), TV-novinarka in urednica, zgodovinska publicistka